# At Home With Gary Barlow
At Home with Gary Barlow er den første EP fra den britiske sanger og sangskriver Gary Barlow. At Home with Gary Barlow blev udgivet af pladeselskabet Polydor i samarbejde med Apple Music d. 4. December 2020. EP'en består udelukkende af indspilninger fra Gary Barlows hjemmestudie i hans private hjem.

## Tracklisten
1. Incredible (Apple Music Home Session)
2. In The Bleak Winther (Apple Music Home Session)